# کلن‌بوترول
کلن‌بوترول یک آمین سمپاتومیمتیک است که برای اختلالات تنفسی به عنوان یک برونکودیلاتور و دکونژستانت استفاده می‌شود.
افراد مبتلا به بیماری‌های تنفسی مزمن مانند آسم از این دارو به عنوان برونکودیلاتور برای تنفس آسان‌تر استفاده می‌کنند. این دارو به فرم‌های ملح هیدروکسی کلرید و هیدروکسی کلرید در دسترس است.
این دارو در سال ۱۹۶۷ اختراع شد و در سال ۱۹۷۷ وارد عرصه درمان‌های پزشکی شد.

## مصارف پزشکی
کلن‌بوترول به عنوان یک برونکودیلاتور برای کنترل آسم در بسیاری از کشورها تأیید شده‌است.
کلن‌بوترول یک آگونیست گیرنده‌های بتا۲ می‌باشد که که از لحاظ ساختاری و دارویی شباهت‌هایی به اپینفرین و سالبوتامول دارد ولی اثرات آن به عنوان یک داروی محرک و ترموژنیک قوی‌تر است. این دارو بیشتر یک شل کننده عضلات صاف است و به عنوان برونکودیلاتور و ضد خلط استفاده می‌شود.
این دارو توسط اتحادیه جهانی ضد دوپینگ به عنوان یک داروی آنابولیک و نه یک آگونیست بتا۲ طبقه‌بندی شده‌است.
کلن‌بوترول برای درمان بیماری‌های تنفسی در اسب و زایمان گاو استفاده می‌شود. افزودن این دارو به غذای دام در بعضی از کشورها غیرقانونی است.

## عوارض جانبی
کلن‌بوترول می‌تواند این عوارض جانبی را به همراه داشته باشد:
- اضطراب و عصبی بودن
- تیروتوکسیکوز
- تاکیکاردی
- تنگی دریچه آئورت
- افزایش فشار خون